# Assemblea Legislativa Plurinacional de Bolívia

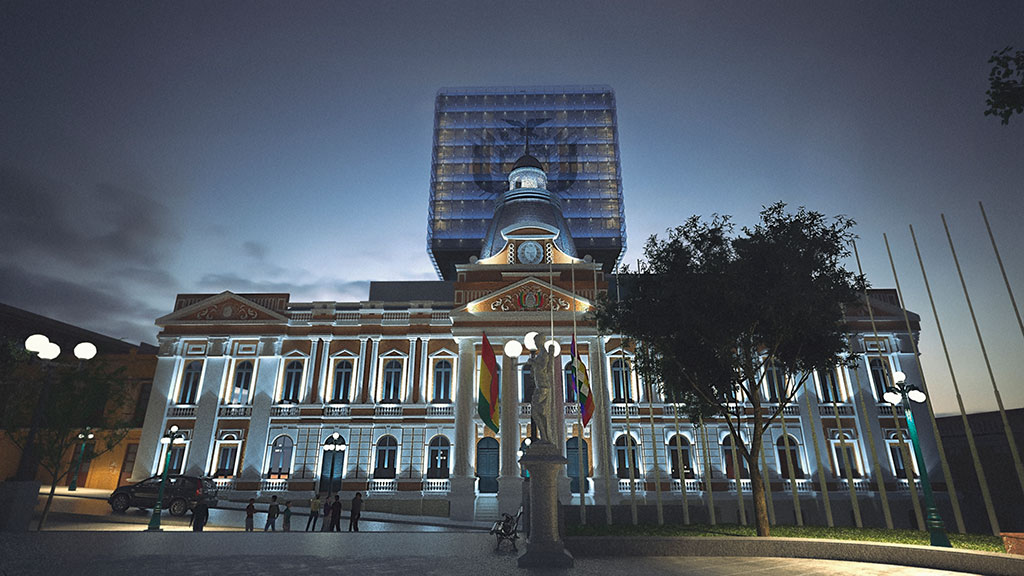

L'Assemblea Legislativa Plurinacional (ALP) és l'òrgan legislatiu del poder públic de l'Estat Plurinacional de Bolívia. L'Assemblea Legislativa Plurinacional està composta per dues cambres: la Cambra de Diputats amb 130 membres i el Senat amb 36 membres. L'Assemblea es reuneix a l'edifici legislatiu a la La Paz. Les atribucions de l'òrgan legislatiu estan establertes a la Constitució Política de l'Estat, i la seva organització i funcions regulades pel Reglament General de la Cambra de Diputats.
El Senat té 36 membres: quatre representants de cada departament. Els senadors són elegits de llistes partidàries. El temps del mandat dels senadors és de cinc anys i pot ser reelegits per una sola vegada de manera contínua.
La Cambra de Diputats disposa de 130 membres: A cada departament es trien la meitat dels diputats en circumscripcions uninominals (65 diputats). L'altra meitat (65 diputats) es tria en circumscripcions plurinominals departamentals, de les llistes encapçalades pels candidats a president, vicepresident i senadors de l'Estat. La Paz compta amb 29 diputats, Santa Cruz 28, Cochabamba 19, Potosí 13, Chuquisaca 10, Tarija i Oruro amb 9, Beni 8 i Pando 5. Els diputats també tenen un període de cinc anys i han de tenir com a mínim 18 anys al dia de l'elecció. Les eleccions per a senadors i diputats es fan cada 5 anys. Tot i que hi ha hagut excepcions llargues i perllongades, s'han realitzat amb vot qualificat des del 1840, i amb sufragi universal des del 1956; i de manera contínua, des de la recuperació de la democràcia el 1982 fins avui.
L'any 2006, l'expresident de l'Estat Plurinacional de Bolívia, Evo Morales, va decretar la rebaixa del seu sou en més de la meitat, així com del vicepresident i de tots els diputats, senadors, ministres i viceministres, amb l'objectiu de racionalitzar l'estat bolivià. Aquestes mesures van generar crítiques per part de l'oposició cap al govern i una oposició fèrria per part del Congrés.

## Seus
El poder legislatiu va ser itinerant entre 1825 i 1900 i es van celebrar sessions a diversos llocs del país com Sucre, La Paz, Cochabamba, Oruro, i fins i tot un congrés a Tapacarí i un altre congrés a Tacna en els temps de la Confederació del Perú i Bolívia. Durant la gestió d'Evo Morales, la sessió d'honor del 6 d'agost es va realitzar de manera rotativa en diversos departaments: el 2010 a Santa Cruz de la Sierra, el 2009, 2011 i 2014 a Sucre, el 2012 a Oruro, el 2013 a Cochabamba, el 2015 i 2019 a Trinidad, el 2016 a Tarija, el 2017 a Cobija i el 2018 a Potosí.

### Casa de la Llibertat

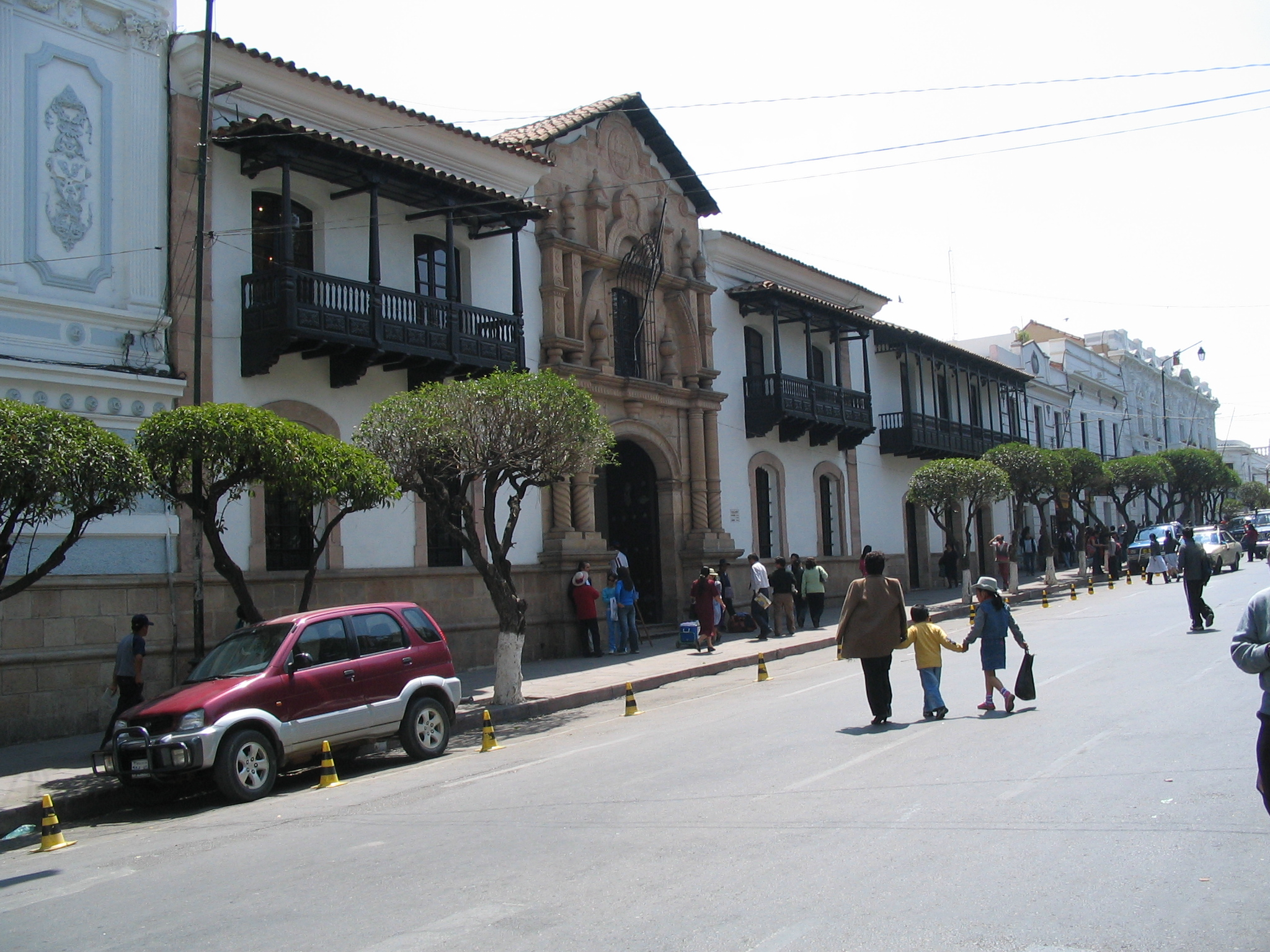
Frontis de la Casa de la Llibertat, ubicada a la plaça 25 de maig, al centre de la ciutat de Sucre

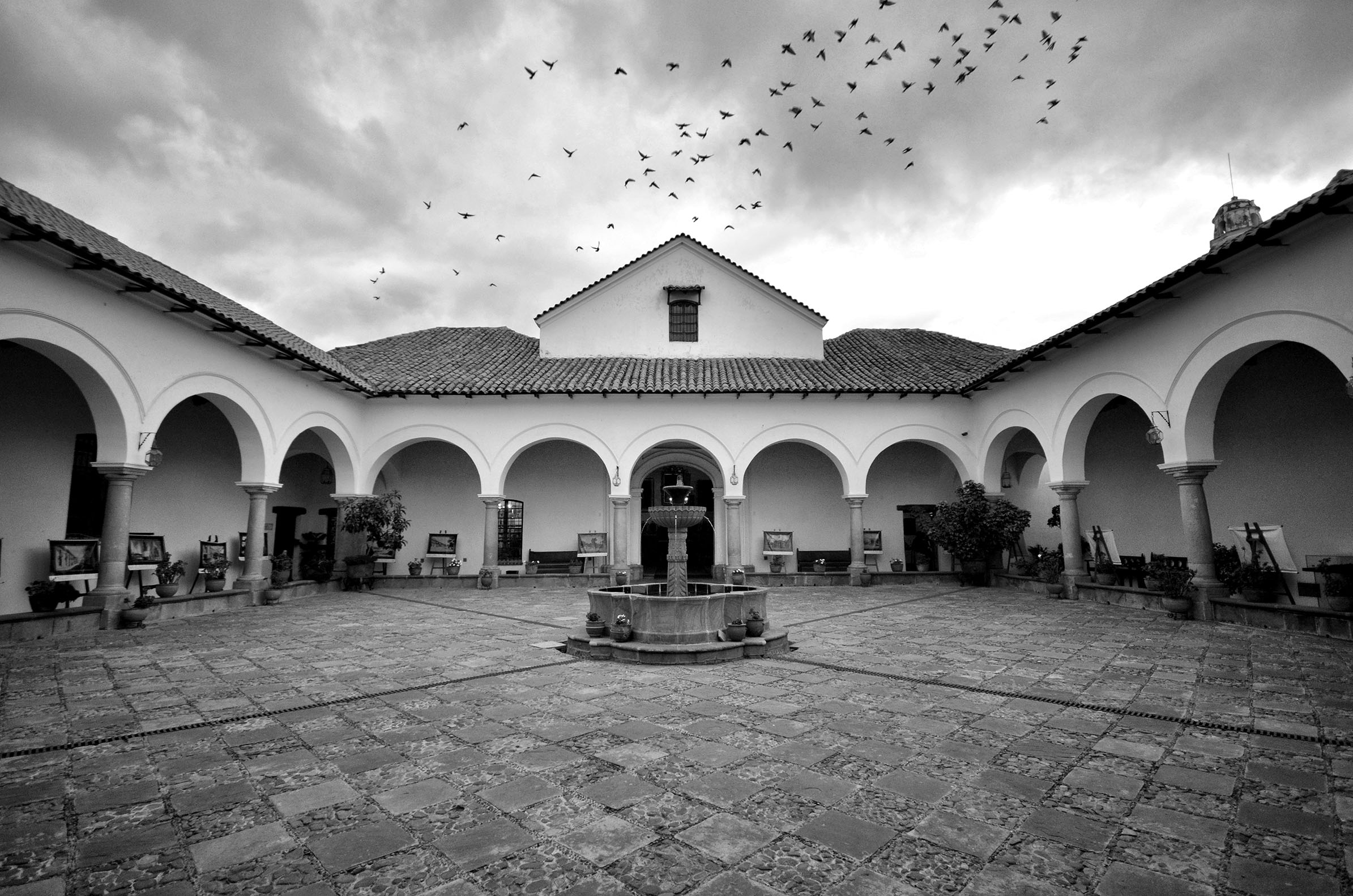
Pati central de la casa de la Llibertat.

La Casa de la Llibertat de la ciutat de Sucre va ser el primer edifici del poder legislatiu bolivià, i va ser allà on es va iniciar la vida republicana parlamentària de Bolívia. L'orde del jesuïtes va fer construir aquest edifici com a part d'un convent al segle xvii. En època colonial va ser l'aula magna de la Universitat Pontifícia de Sant Francesc Xavier de Chuquisaca. El 1973 es va restaurar sota la direcció de l'arquitecta Cristina Damm recuperant la seva original arquitectura colonial.
La Casa de la Llibertat va ser el recinte on es va reunir l'Assemblea General de Diputats de les Províncies de l'Alt Perú i per a signar l'Acta d'Independència el 6 d'agost de 1825 que va donar naixement a la República de Bolívar. Els pioners van ser Manuel María Urcullo, José Mariano Serrano, Casimiro Olañeta, Manuel Sánchez de Velasco, José Miguel Lanza, José Ballivián, José Ignacio de Sanjinés. Després de la Revolució Federal, el palau es va traslladar a La Paz tot i que de vegades es van realitzar sessions a la Casa de la Llibertat com el 1925; en ocasió del sesquicentenari de la fundació de Bolívia el 1975; el 1995 Gonzalo Sánchez de Lozada va assistir als actes protocol·laris del Dia de la Independència; el 2001 Jorge Quiroga Ramírez va respectar la capitalitat de Sucre quan va jurar a la Presidència de Bolívia a la Casa de la Llibertat, de manera inèdita, el 6 d'agost de 2001, després de la renúncia d'Hugo Banzer; i el 2005 per a debatre la renúncia del president Carlos Mesa, la seva successió i possessió del president Eduardo Rodríguez Veltzé. El 2009, el 2011, el 2014, el 2022 i el 2023 es va realitzar el 6 d'agost la sessió d'honor de l'Assemblea Legislativa Plurinacional per l'aniversari de la independència de Bolívia.

### Palau Legislatiu de La Paz

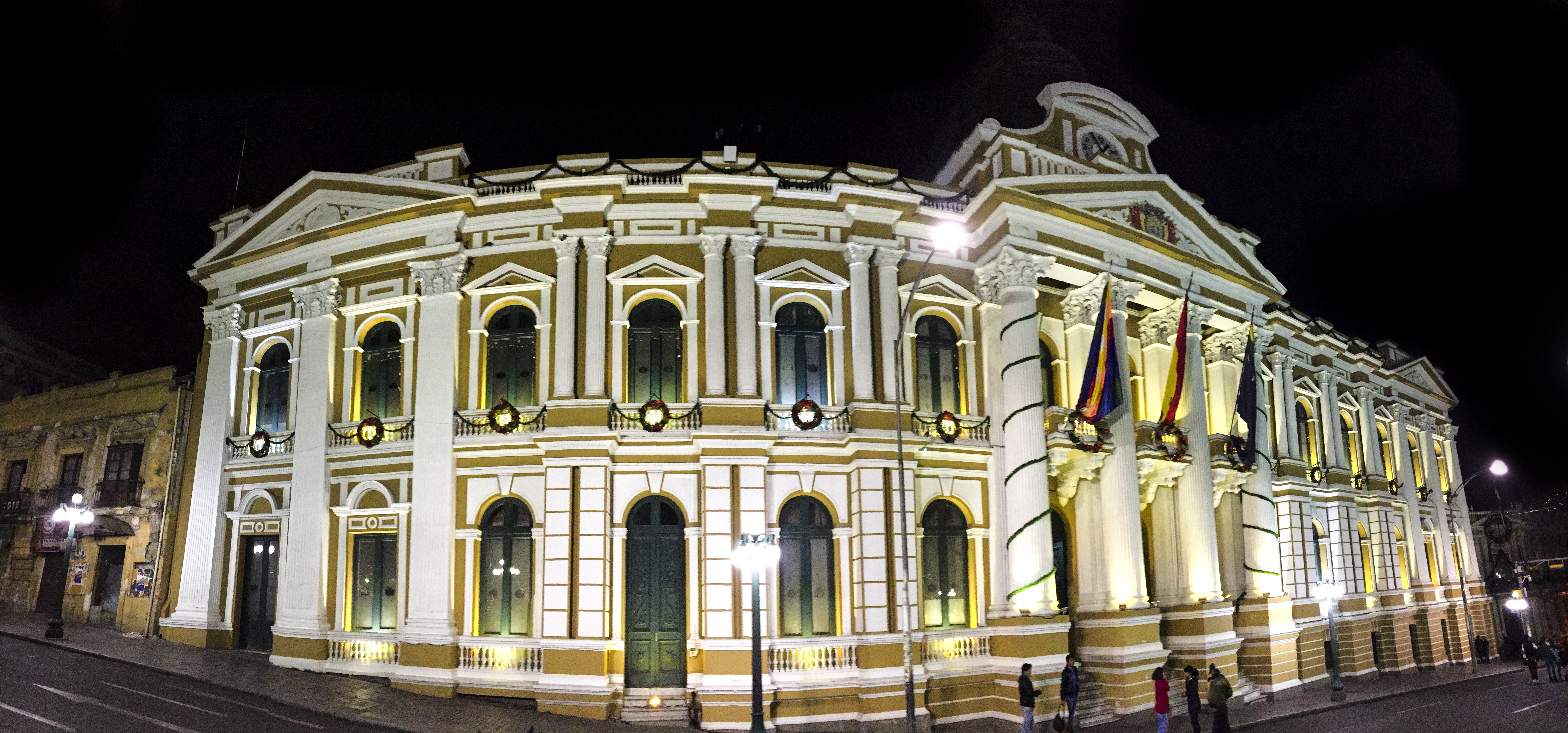
Vista nocturna del Palau Legislatiu a La Paz

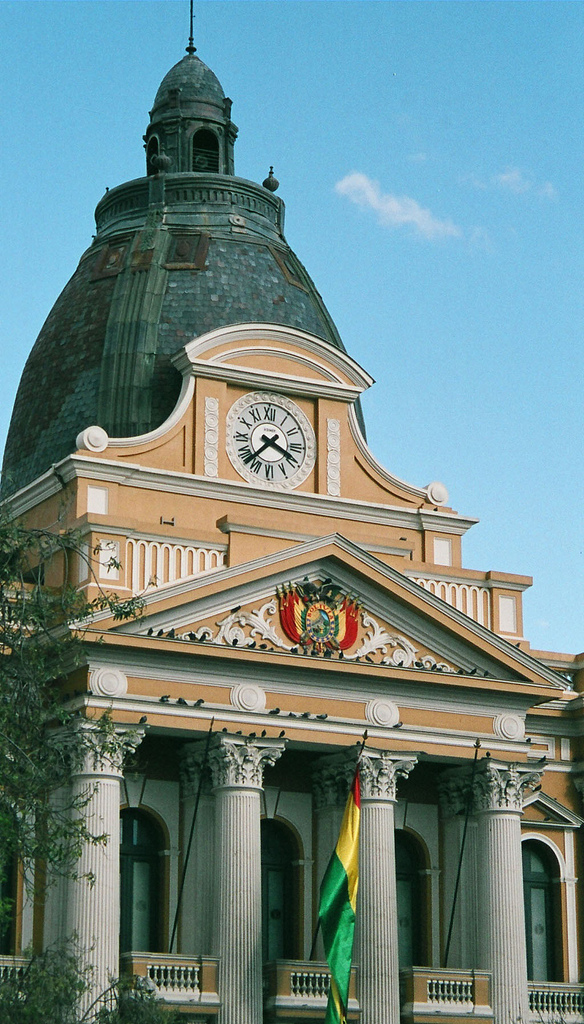
Vista frontal del Palau Legislatiu, amb el «rellotge del sud», les manetes del qual giren cap a l'esquerra des del 2014 inspirat en un rellotge solar andí.

Des de la Revolució Federal fins al present l'Assemblea Legislativa Plurinacional funciona al Palau Legislatiu a La Paz ubicat a la Plaça Murillo, aquest edifici va ser abans part del Col·legi de la Companyia de Jesús i, abans de ser el Palau Legislatiu, va ser un saló de la Universitat Mayor de San Andrés. El 1890, José Manuel Pando va iniciar la construcció d'un Palau Legislatiu, que va ser inaugurat el 1905, amb estil neoclàssic. El 1925, per a commemorar el centenari de la República, el govern de Baptista Saavedra Mallea va efectuar noves modificacions al Palau Legislatiu.
Les dues cambres de l'Assemblea es reuneixen al Palau Legislatiu ubicat a la plaça Murillo, la plaça principal de La Paz. A la plaça Murillo també es troba el palau presidencial abans conegut com el Palacio Quemado a causa de les diverses vegades que es va intentar destruir-lo al segle xix, i des de 2018 conegut com la Casa Gran del Poble, l'edifici del govern departamental i la catedral de La Paz.

### Nou edifici

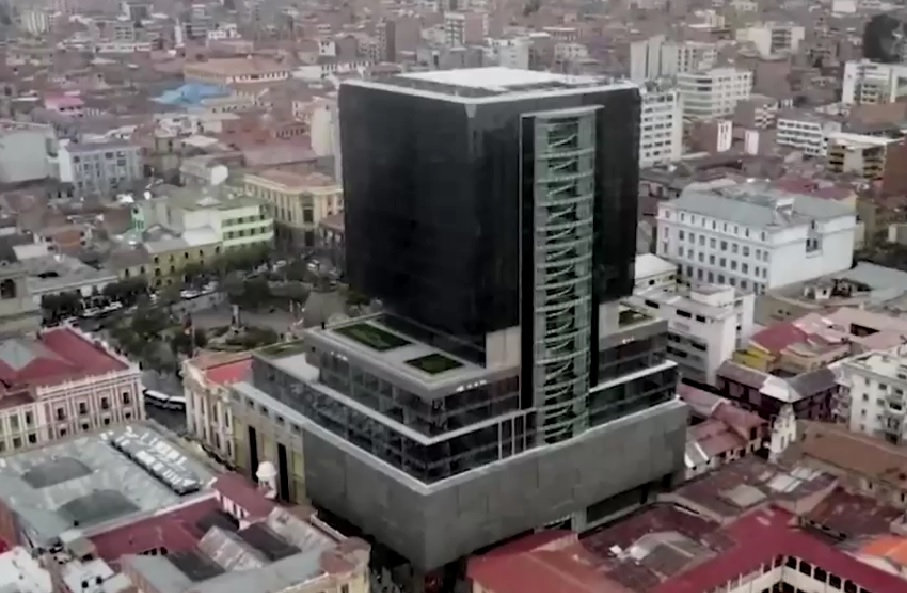
Vista aèria del nou edifici de l'Assemblea Plurinacional de Bolívia

El 2016 es va iniciar la construcció d'un edifici modern que amplia l'actual Palau Legislatiu als terrenys ubicats a la part posterior. El 2 d'agost del 2021 durant el govern de Luis Arce es va inaugurar el nou edifici sobre una extensió de 41.000.00 m² i amb una inversió d'aproximadament 473.207.758 bolivians. Està compost per 25 plantes, cinc d'elles ubicades al subsòl on també hi ha un aparcament amb capacitat per a 85 vehicles. El 6 d'agost del 2021 es va realitzar la sessió d'honor en aquest nou edifici.

### Edifici vicepresidencial

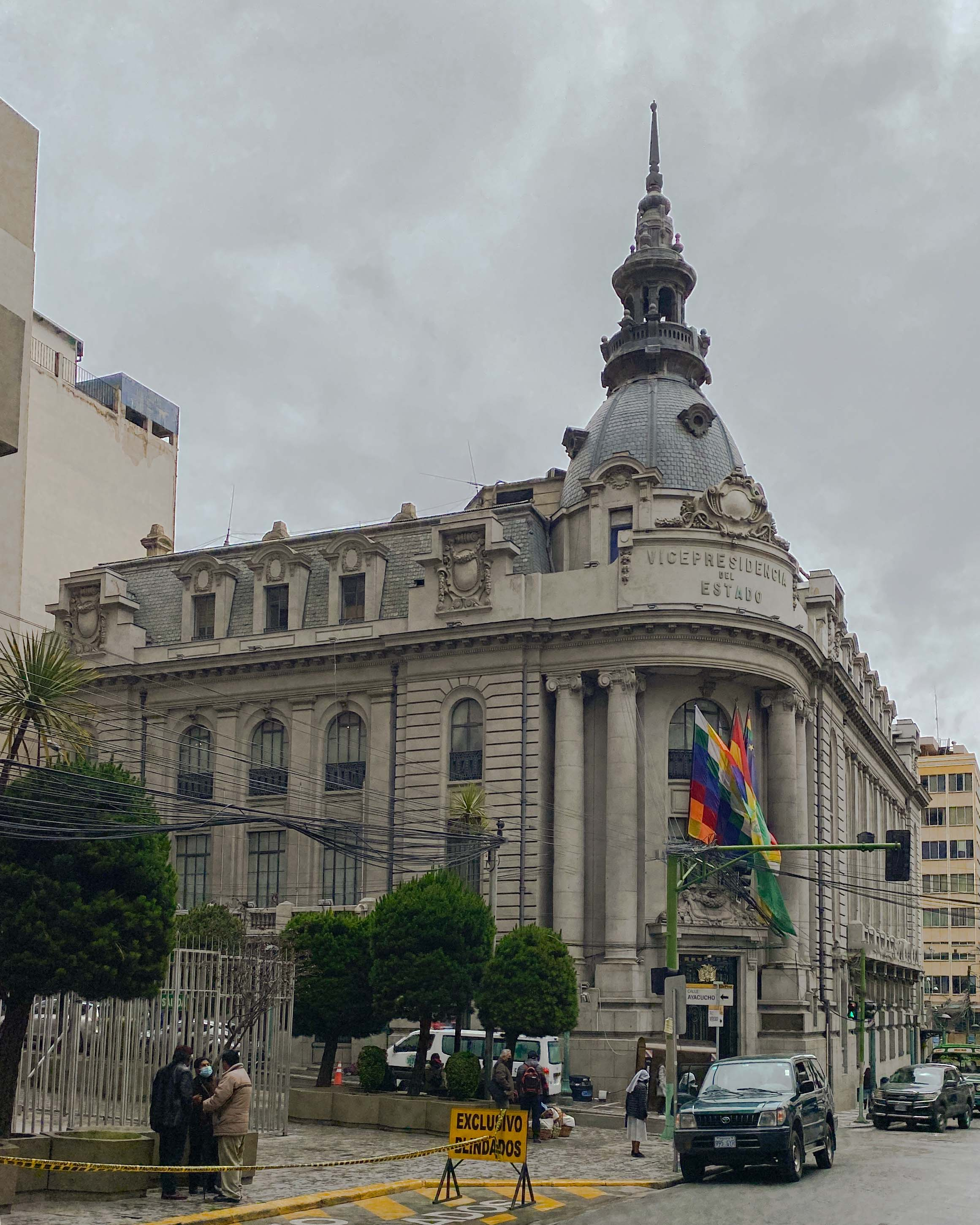
Edifici de la vicepresidència a la ciutat de La Paz

El vicepresident, en qualitat de president de l'Assemblea, compta amb un despatx en un edifici al carrer Mercado, al centre de La Paz. Aquest edifici vicepresidencial va ser construït en un inici per ser la seu del Banc Central de Bolívia. Sota el govern de Jaime Paz Zamora (1989-1993), l'edifici es va reassignar a la vicepresidència però la plantilla d'assessors del vicepresident no es va traslladar a aquest local fins al 1997. En aquest edifici també hi ha la Llibreria de l'Assemblea Legislativa i l'Arxiu de l'Assemblea.